# Biblioteca Ambrosiana
A Biblioteca Ambrosiana é uma biblioteca histórica em Milão, que também abriga a Pinacoteca Ambrosiana, uma galeria de arte. Seu nome vem de Ambrósio, o santo padroeiro de Milão.

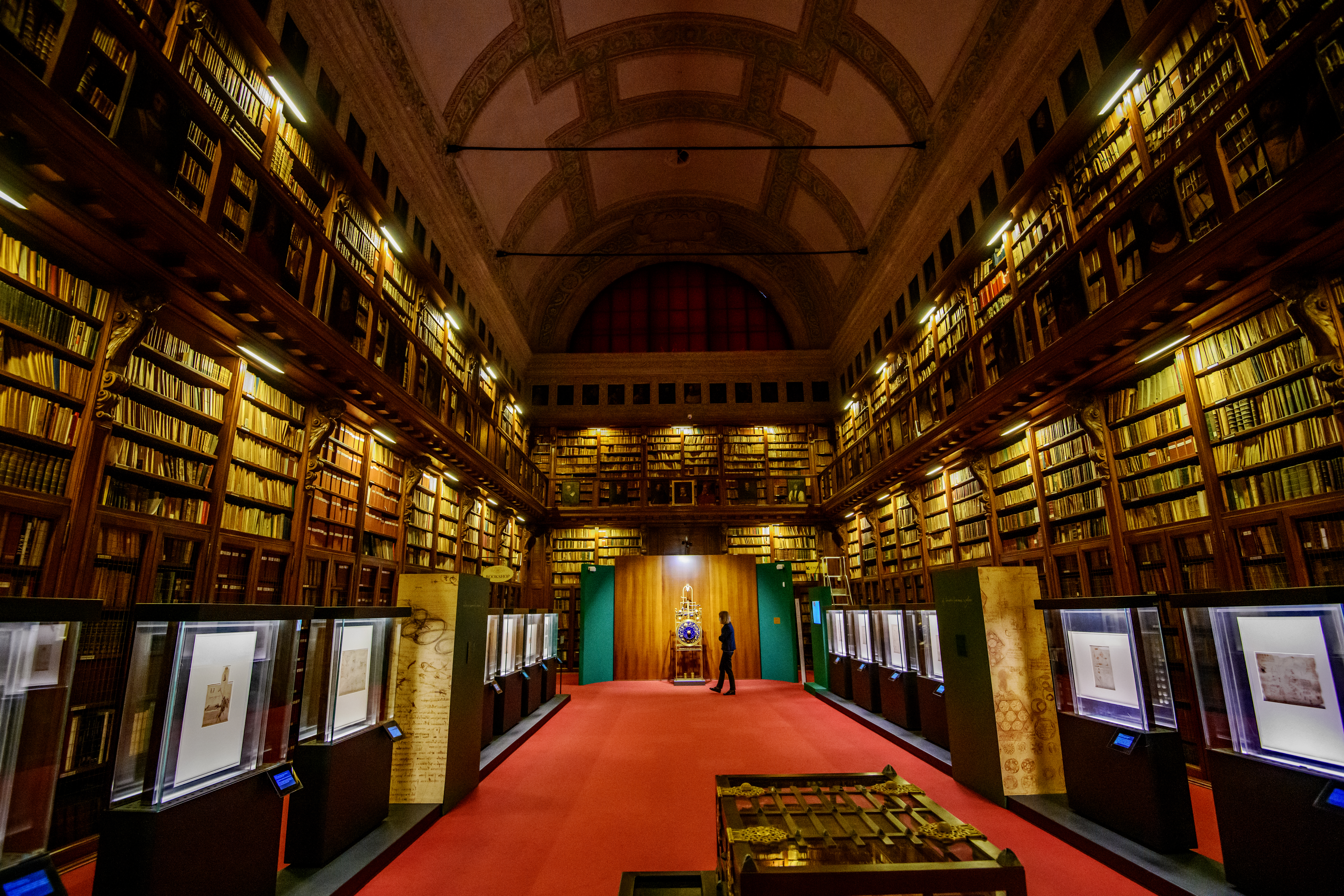
Biblioteca Ambrosiana

## História
Federico Borromeo, cardeal arcebispo de Milão, durante as estadias em Roma, entre 1585 e 1595, e de 1597 a 1601, maturou a ideia de uma instituição cultural de alto nível artístico, literário e científico, para um "serviço universal" à glória de Deus e para a promoção integral dos valores humanísticos. Voltando a Milão, enviou emissários para colher manuscritos e estampas de todas as partes do Mundo, entregando-os a construção da Ambrosiana, confiando a construção em Lelio Buzzi e Francesco Maria Richini, em 1603, e em 1611 a Fabio Mangone, que adicionou ao prédio da Biblioteca mais dois salões para a academia e as coleções de arte.
Em 15 de outubro de 1816, o poeta romântico Lord Byron visitou a biblioteca. Ele ficou deslumbrado com as cartas entre Lucrezia Borgia e Pietro Bembo ("As cartas de amor mais bonitas do mundo") e afirmou ter conseguido roubar uma fivela de cabelo ("o mais bonito imaginável") em exibição.
Entre 1826 e 1836, Giacomo Moraglia, na área da igreja preexistente de S. Maria della Rosa, percebeu o pátio neoclássico e derrubou a entrada do lado norte, incorporando o salão renascentista da Confraternita del Pio Istituto, de Santa Corona. Em 1923, o pátio neoclássico se transformou na sala de leitura presente e, em 1928, foi anexado a Ambrosiana o edifício pertencente aos Oblatos fundado por San Carlo Borromeo, com a igreja de Santa Maria Madalena no Santo Sepulcro de origem milenar, antecedente as primeiras cruzadas. Após os bombardeios de 1943, em meio a segunda guerra mundial, o trabalho de restauração foi confiado a Luigi Caccia Dominioni. De 1990 a 1997, foram realizadas obras de restauração e remodelação, modernização completa de quase todos os ambientes, graças à contribuição do banco Cariplo, então chamado de Intesa-Bci.

## Instituição
O Cardeal Federico Borromeo confiou em 1604 a atividade científica e cultural da Ambrosiana a um colegiado de médicos presidido por um prefeito que, de acordo com as normas promulgadas em 1998 pelo arcebispo de Milão, Carlo Maria Martini, é nomeado pelo Arcebispo. O Colégio dos Médicos e a Biblioteca Ambrosiana foram apoiados pelas regras sábias estabelecidas pelo fundador, que assegurou a continuidade ao estabelecer uma Congregação Conservadora e fornecer recursos adequados. Os médicos foram originalmente previstos para um total de doze eclesiásticos, ao lado de quatro médicos leigos. Os motores de pesquisa, ensino e estudo deveriam ser membros de três colegiados que deveriam ter ação coordenada: Médicos, Professores e Alunos. Foi assim que a missão e a identidade da Ambrosiana foram traçadas como um centro de excelência literário, científico e artístico em um contexto interdisciplinar e universitário, de acordo com a singularidade singular ainda em uso. Desde 2008, a Fundação Cardeal Federico Borromeo foi criada para prestar apoio financeiro às atividades culturais sempre ampliadas e expandidas da Ambrosiana.

## A biblioteca
Com a abertura ao público da Biblioteca Ambrosiana, em 8 de dezembro de 1609, nascia aquela em 1623, Galileu Galilei escreveu ao cardeal Federico definindo "[...] a biblioteca heróica e imortal". A herança original incluiu cerca de 30.000 impressões e 8.000 manuscritos, comprados em todo o mundo, de terras distantes da Arábia, China, Rússia, Índia e Japão, entre os mais preciosos da história da cultura e da ciência ocidental e oriental. Podemos lembrar entre eles o Ilias picta do século V, já pertencente a Gian Vincenzo Pinelli, o Virgílio, de Francesco Petrarca, a miniatura de Kitāb al-Hayawān ("O Livro dos Animais"), de al-Jāḥiẓ, o mapa chinês "萬 國 全 圖" de Giulio Aleni.
A fama da Ambrosiana atraiu outras doações excepcionais, como os códigos de Leonardo oferecidos por Galeazzo Arconati em 1637 e o maravilhoso Museu de Manfredo Settala. As doações continuaram ao longo dos séculos, permitindo, em 1909, a aquisição de 1600 códigos árabes do Fundo Caprotti, incluindo os mais recentes do indólogo Enrico Fasana, do Instituto Italiano-Chinês Vittorino Colombo e de outras instituições culturais italianas e estrangeiras. Desde 2009, foi iniciado no Salão Federico Ambasciana e na Sacristia Monumental de Bramante em Santa Maria delle Grazie, uma série de Exposições que - culminando em 2015, ano da Exposição Universal de 2015 em Milão - expandiu gradualmente a obra-prima do gênio de Leonardo da Vinci, com mais de 2000 de seus projetos coletados nas 1119 folhas do Código Atlântico.

## Pinacoteca
Federico Borromeo foi o primeiro defensor e posteriormente, patrono da Accademia di San Luca, projetada pelo Papa Gregório XIII em 1577 e inaugurada em Roma por Federico Zuccari em 1593. Em 1595, em Milão, já como arcebispo, planejou fundar uma Academia de Arte, igual as de Florença e Roma. Os professores do cardeal foram, entre outros, Giusto Lipsio, professor em Louvain, Ericio Puteano, professor das Escolas Palatinas de Milão e Brueghel e os irmãos Brill entre os artistas. Em 1618, Frederico doou à Ambrosiana sua coleção de pinturas e desenhos, constituindo assim o núcleo original da Pinacoteca, com obras de Rafael, Caravaggio, Leonardo da Vinci, Ticiano, Bernardinho Luini, entre outros. A fundação da Academia de Desenho, Pintura, Escultura e Arquitetura aconteceu em 25 de junho de 1620, com a nomeação de três mestres: Giovanni Battista Crespi, chamado de Cerano, Gian Andrea Biffi e Fabio Mangone, diretores respectivamente de pintura, escultura e pintura, e por fim, arquitetura; Os primeiros estudantes estavam no número de nove. Hoje, a Pinacoteca inclui 24 salas e admira cerca de 300 obras de arte dos melhores artistas italianos e europeus, com um plano plurianual de exposições de obras no exterior.

## Academia
As pesquisas acadêmicas se tornaram mais intensas com a fundação, no ano de 1963, da Academia de San Carlo Borromeo, da parte do arcebispo cardeal Giovanni Battista Montini, que se tornaria o Papa Paulo VI. Em 1976, com o novo estatuto, o cardeal Giovanni Colombo confiava a direção ao monsenhor Carlo Marcora, médico da Biblioteca Ambrosiana. Após uma renovação do estatuto pelo cardeal Carlo Maria Martini em 1994, em 2003 acontece a fundação da Academia de Sant'Ambrogio, que faria uma fusão com a Academia de San Carlo Borromeo em 2008 pelo arcebispo de Milão, Dionigi Tettamanzi, que tornaria ambas uma só academia, com sete classes de estudos: borromaicos, ambrosianos, grego e latim, italianos, eslavos, do Oriente Próximo e do Extremo Oriente. As duas últimas classes incluem sete seções de Estudos árabes, armênios, judeus e siríacos e, no Leste Asiático, estudos sobre as diferentes culturas da região, especialmente chineses, japoneses e indianos.